# Room in the House
Room in the House é um filme britânico de 1955, dirigido por Maurice Elvey. O roteiro escrito por Alfred Shaughnessy, foi baseado no romance homônimo de Eynon Evans. O filme foi produzido por Alfred Shaughnessy para Act Films Ltd.

## Elenco
- Patrick Barr - Jack Richards
- Hubert Gregg - Hugh Richards
- Marjorie Rhodes - Betsy Richards
- Leslie Dwyer - Benji Pugh
- Rachel Gurney - Mary
- Margaret Anderson - Christine
- Josephine Griffin - Julia
- Helen Shingler - Ethel
- Anthony Marlowe - David Richards